# 陈智林
陈智林（1964年—），男，四川富顺人，中国川剧演员，一级演员，中国共产党党员，四川省戏剧家协会副主席、四川省川剧院院长。第十届、十一届、十二届全国人大代表。

## 生平
毕业于四川省委党校经济管理专业。